# Gueorgui Ostrogorski
Gueorgui Aleksàndrovitx Ostrogorski (rus: Георгий Александрович Острогорский; nascut el 19 de gener del 1902 i mort el 24 d'octubre del 1976), conegut en serbi com a Georgije Aleksandrovič Ostrogorski (Георгије Александрович Острогорски), fou un bizantinista iugoslau d'origen rus de fama mundial pels seus estudis sobre l'Imperi Romà d'Orient. Fou catedràtic de la Universitat de Belgrad. El 1948, fundà l'Institut d'Estudis Bizantins de Belgrad, que esdevindria un dels centres mundials dels estudis romans d'Orient juntament amb Múnic, París i Dumbarton Oaks. És considerat un dels grans bizantinistes del segle xx.